# Берінца
Берінца (рум. Berința) — село у повіті Марамуреш в Румунії. Входить до складу комуни Копалнік-Менештур.
Село розташоване на відстані 392 км на північний захід від Бухареста, 15 км на південний схід від Бая-Маре, 85 км на північ від Клуж-Напоки.

## Населення
За даними перепису населення 2002 року у селі проживали 746 осіб, з них 745 осіб (99,9%) румунів. Рідною мовою 745 осіб (99,9%) назвали румунську.

## Уродженці
- Августин Бузура, румунський письменник, літературний критик.